# Dodge Center, Minnesota
Dodge Center là một thành phố thuộc quận Dodge, tiểu bang Minnesota, Hoa Kỳ. Năm 2010, dân số của thành phố này là 2670 người.

## Dân số
- Dân số năm 2000: 2226 người.
- Dân số năm 2010: 2670 người.